# مورتن بهرنس
مورتن بهرنس (انگلیسی: Morten Behrens؛ زادهٔ ۱ آوریل ۱۹۹۷) بازیکن فوتبال اهل آلمان است.
از باشگاه‌هایی که او در آن بازی کرده‌، می‌توان به باشگاه فوتبال هامبورگ اشاره کرد.